# Манассе Енза-Яміссі
Манассе Енза-Яміссі (фр. Manassé Enza-Yamissi, нар. 28 вересня 1989, Бангі) — центральноафриканський футболіст, захисник клубу «Ансі».

## Клубна кар'єра
Народився 28 вересня 1989 року в місті Бангі, Центральноафриканська республіка, проте футболом почав займатись у Франції. Вихованець юнацької команди  «Осера», за молодіжні команди якої грав до 2007 року, після чого перейшов у «Нім-Олімпік», де ще один сезон грав за дубль у аматорській лізі.
У дорослому футболі дебютував 2008 року виступами за першу команду «Нім-Олімпік», в якій провів один сезон у Лізі 2, взявши участь лише у 8 матчах чемпіонату.
16 червня 2009 року Манассе підписав свій перший професійний контракт з «Сошо» терміном на два роки. Але Енза-Яміссі не був у в планах тренера Франсіса Жийо, тому грав виключно за резервну команду «Сошо» в аматорській лізі (24 матчі).
18 червня 2010 року уклав контракт з клубом «Ам'єн», у складі якого в першому ж сезоні зумів вийти до Ліги 2, але у наступному команда вилетіла назад до третього дивізіону, після чого африканець покинув клуб.
З 16 липня 2012 року два сезони захищав кольори румунського «Петролула», вигравши з командою Кубок Румунії в 2013 році.
У сезоні 2014/15 захищав кольори португальського клубу «Жіл Вісенте», за результатами якого клуб покинув Прімейру, а Манассе залишив клуб.
Влітку 2015 року повернувся до Франції, де став виступати за «Орлеан» з третього дивізіону, якому в першому ж сезоні допоміг вийти до Ліги 2. Однак у сезоні 2016/17 до основного складу команди в Лізі 2 не проходив.
У сезоні 2017/18 виступав у Румунії за клуб «Конкордія» (Кіажна).
З літа 2018 виступає у четвертому дивізоні Франції за «Ансі».

## Виступи за збірну
26 березня 2011 року дебютував в офіційних матчах у складі національної збірної ЦАР в грі проти Танзанії. Станом на 18 вересня 2019 провів у формі головної команди країни 13 матчів.

## Особисте життя
У Манассе є старший брат Елож, який також грає у футбол на професійному рівні.